# Pallavolo ai Giochi olimpici giovanili - Torneo femminile
Il torneo femminile di pallavolo ai Giochi olimpici giovanili fu una competizione pallavolistica che si svolgeva durante i Giochi olimpici giovanili, organizzata dal CIO e dalla FIVB per squadre nazionali, riservata a giocatrici con un'età inferiore di 18 anni.

## Edizioni
| Edizione      | Edizione      |  | Podio    | Podio       | Podio |
| Anno          | Organizzatore |  | Campione | Seconda     | Terza |
| ------------- | ------------- |  | -------- | ----------- | ----- |
| 2010 Dettagli | Singapore     |  | Belgio   | Stati Uniti | Perù  |

## Medagliere
| Pos. | Squadra     | 1º posto | 2º posto | 3º posto | Totale |
| ---- | ----------- | -------- | -------- | -------- | ------ |
| 1    | Belgio      | 1        | 0        | 0        | 1      |
| 2    | Stati Uniti | 0        | 1        | 0        | 1      |
| 3    | Perù        | 0        | 0        | 1        | 1      |